# Merry
A Merry (メリー, Merii) japán visual kei együttes, 2001-ben alakult Tokióban. Felállásuktól kezdve Gara az énekes, Jú és Kenicsi gitárosok, Tecu a basszusgitáros Nero pedig a dobos.

## Tagok

### Gara (ガラ) – énekes
1978. június 7-én született Gunma prefektúrában. A Merry előtt két másik zenekarban működött, a Visage-ben és az After effect-ben, Makoto művésznéven. Ezenkívül a Dir en grey rodie-jaként is dolgozott. Hangja igen változatos, előadásmódja kifejező. A dalszövegek többségét ő írja. Vércsoportja A.

### Jú (結生) – gitáros, vokálos
1978. április 2-án látta meg a napvilágok Sikoku sziget Ehime nevezetű prefektúrájában. Előzőleg egy Shiver nevezetű zenekarban játszott. A Merry számok körülbelül felét ő szerzi. 169 cm magas, 55 kilogramm, vércsoportja B.

### Kenicsi (健一) – gitáros
1980. július 14-én, Gunma-prefektúrában született. Előző együtteseiben, a Crescent-ben valamint a Syndrome-ban a Ken nevet használta. Szintén részt vesz a zeneszerzésben. Vértcsoportja A, 172 centiméter magas.

### Tecu (テツ) – basszusgitáros
1978. november 21-én, Aicsi prefektúrában jött világra. A Merry előtt egy ACiD nevű zenekarban játszott. 187,7 centiméter magas, 65 kilogramm, vértcsoportja B.

### Nero (ネロ) – dobos
1977. február 11-én született Szaitama prefektúrában. Korábban Kuni név alatt a Smoky Flavorben és az After effectben játszott. Az interjúk alatt többnyire ő beszél a legtöbbet, a zenekar szóvivője, frontembere. 175 centiméter, vércsoportja A.

## Történet
2000 végén, miután az After effect és a Shiver feloszlott, Gara és Jú, akik néhány koncert során rövid ismertséget kötöttek, felkeresték egymást egy új együttes alapításának reményében. A meghallgatásokat és egyeztetéseket követően végül Kenicsi, Tecu és Nero mellett döntöttek, így alakult meg a ma Merry-ként ismert zenekar 2001 októberében. Ötszázas példányszámban, címtelenül ki is adták első (és utolsó) MiniDisc-jüket, melyen két szám szerepelt, s országszerte indie lemezüzletekben lehetett hozzájutni; majd koncerteket adtak Tokió, valamint Nagoja városában.
Az együttes története 2002-ben indult be igazán. Megalapították saját, független kiadójukat, a Gekijakut, melynél februárban első maxi kislemezüket, a "Haikarasan ga tooru"-t jelentették meg, háromféle változatban: arany, ezüst és bronz, mindegyiket limitált, ezres példányszámban. Az aranyat és a bronzot is csupán a Fool's Mate c. magazinnál lehetett megrendelni, míg az ezüst boltokban elérhető volt. Előrendelésben mind elfogyott. Márciusban felléptek a Meguro Rokumeikanban. Májusban újra piacra dobták kislemezüket, melyre egy új szám is felkerült, "Tokyo Telephone" címmel.
2002 novemberében két kislemezt jelentettek meg hanglemez méretű tokban, három-három zeneszámmal, "Koseiha Blend ~Tasogare-hen~", valamint "Koseiha Blend ~Junjou Jounetsu-hen~" címmel. A borítókat Maruo Szuehiro, egy rossz hírű ero guro mangaka tervezte. Ezúttal háromezer darabot bocsátottak eladásra mindkettőből – ezek is elkeltek előrendelésben. Ugyanakkor két gyűjteményes lemezt is kihoztak, s a megjelenések kapcsán számtalan koncertet tartottak.
"Gendai Stoic" címmel jött ki első teljes albumuk 2003 márciusában, Kiyoharu kiadójánál, a Fullface-nél. A megjelenés napján tízezret adtak el. Augusztusban harmadjára is kihozták a Haikarasan ga Tooru kislemezt, átkeresztelve "Haikarasan ga Toorisugita Ato..."-ra, mely az eredeti dalok újra felvett változatát, illetve egy bújtatott extra számot tartalmaz. Augusztus 29-én a Sibuja Kókaidóaban léptek fel, hol limitált példányszámú DVD-n megjelentették első videóklipjüket, a "Violet Harenchi"-t. 2003 decemberében tartottak egy turnét, illetve részt vettek a Fool's Mate által rendezett, "Beautifool's Fest '03"-nek nevezett zenei eseményen.
2004 telén kihoztak három kislemezt ("Tamerai shuffle / T.O.P (livehouse limited version)", "Tamerai shuffle / T.O.P", "Japanese modernist / R-246"), mielőtt még egy rövid szünetre mentek volna, hogy a második albumon, a "Modern Garde"-n munkálkodjanak, mely végül június 30-án került a boltokba. Ehhez kötve egy koncertsorozatot tartottak, "New Standard Renaissance" néven. Szeptemberben részt vettek egy nagyszabású zenei eseményen, a "Kingdom Rock Show 2004"-on, mely a Nippon Budokanban került megrendezésre, s olyan major előadókkal együtt léptek fel, mint a Psycho le Cemu, a Janne Da Arc, a Sex Machineguns.
"Sakashima End Roll ~The Phantom of the Gallery~" címmel hozták ki 2005 márciusában Japán egyik első két oldalas lemezét (DualDisc), melynek egyikén a kislemez audioszámai, másik oldalán egy DVD található. Az első kiadás elővételben elkelt, a megjelenést követően hamarosan az Oricon lista második helyezését érte el.
A telt házas, nagy sikerű, Sibuja Kókaidóban lezajló március 31-i koncerten bejelenték leszerződésüket a JVC's Victor Entertainment-hez (aminél olyan más együttesek vannak, mint a Buck-Tick, Boøwy, Cali≠Gari, The Back Horn, Love Psychedelico), melynek következményeként major előadókká váltak. A megállapodást a cég ajánlotta fel a zenekarnak, nem pedig fordítva.
Az indie-ből majorrá válás előtt átmenetként megjelentettek egy best-of albumot, "Koseiha Blend Classic ~Oldies Tracks~" címmel, mely régi számok újra feljátszott verzióját, illetve friss dalokat is tartalmaz. Az első kiadás a Tick-Tack videóklipjével, a második a nehezen hozzáférhető Violet Harenchivel került piacra. A Fool's Mate magazin megjelentett róluk két könyvet, hosszú interjúkkal és egy speciális CD-vel és DVD-vel. Júliusban kezdődött koncertsorozatuk, a "Last Indies Tour", melynek tetőpontja a Hibija szabadtéri fellépés volt szeptember 10-én.
Első major albumuk, a "Nu Chemical Rhetoric" még megjelenése előtt elérte az Oricon napi lista tizedik helyezését. Továbbá kihozták DVD-n a hibijai koncertet "Sci-fi Nu Chemical Rhetoric ~First Cut~" címmel, mely szintén kitűnő helyezéseket ért el.
2006 elején jöttek ki a "Last Indies Tour"-t dokumentáló DVD-k, majd Európa szerte megjelentették a "Nu Chemical Rhetoric"-ot, legfőképp Németországra, Aiusztiára, Svájcra, Franciaországra, Skandináviára és Olaszországra összpontosítva. Míg következő albumukon dolgoztak, kihoztak két videóklipet: a "Sayonara Rain" a júniusi Oricon listán huszonnegyedikként, a "Ringo to Uso" a következő hónapban huszonötödikként végzett a harmincból.
Miután július 19-én megjelentették következő major albumukat, a "Peep Show"-t, 30-án ismét Hibujában léptek fel, melyet később, december 20-án hoztak ki DVD-n. A Peep Show kapcsán augusztustól szeptember végéig tartó turnét tartottak, "～Many Merry Days #2" néven.
Októberben leforgatták soron következő kis albumuk, a "Calling" videóklipjét Izu Ósimán, egy Tokióhoz közel eső szigeten, egy tartós vihar közepette. Ugyanakkor a "Peep Show"-t európai piacra dobták.
A tél elején Európába utaztak, hogy Münchenben és Párizsban, december 1-én és 3-án tengerentúli koncertet adjanak a külföldi rajongóknak. A "Calling" nem sokkal később, 6-án jelent meg. Újévkor a Sibuja Kókaidóban tartották meg visszaemlékező koncertjüket, mellyel fennállásuk ötödik évét ünnepelték meg.
2007 februárjában közös turnéra indultak a Balzac-kal. Negyedik major kislemezük, a "Blind Romance/Saihate no Parade" április 18-án jött ki. Mindkét dalhoz klip is készült, valamint a "Saihate no Parade" az Over Drive című anime endingje lett. Májusban "Oriental Circus" név alatt egy rövid koncertsorozatot tartottak Tokióban, Oszakában és Nagojában, majd 26-án az amerikai Los Angeles-ben léptek fel a J-Rock Revolution Festival-on, olyan más előadók mellett, mint a MUCC, a Girugamesh, illetve az akkor még fennálló D'espairsRay. 2007 nyarán további turnét rendeztek.
Augusztus 8-án jelent meg következő kislemezük, a "Komorebi ga boku wo sagashiteru...", melyhez klip is készült. Szeptemberben részt vettek a "D’ERLANGER’s [ABSTINENCE’S DOOR]"-nak elkeresztelt eseményen, mely a D’ERLANGER visszatérő koncertje volt, majd november 7-én megjelentettek egy újabb albumot, a "M.E.R.R.Y"-t, s ehhez kapcsolódva koncertsorozatot adtak, "～Many Merry Days #3～" néven.
Decemberben egy Luna Sea cover albumon működtek közre, mely "LUNA SEA MEMORIAL COVER ALBUM -Re:birth-" címmel került a boltok polcaira. Az ötödik évfordulós koncertjüket a hónap végén adták ki két lemezes DVD formájában, "Many Merry Days 5th Anniversary Special 2night Shiroi hitsuji/Kuroi hitsuji" címmel.
2008. március 12-én indultak ismét turnéra, "～Many Merry Days #4～" címmel, mely április 30-án ért véget. Áprilisban kihoztak egy kislemezt, a "Tozasareta rakuen"-t, májusban pedig a következőt ("Midnight Shangrila/Karappona uta～final cut～"). Július 11-én Japán déli, mediterrán szigetén, Okinaván koncerteztek, "～Many Merry Days -Extra Show in OKINAWA-～" címmel, végleg lezárva ezzel a "Many Merry Days" elnevezésű fellépéseket.
Augusztus 20-án három változatban jelentették meg legújabb kislemezüket, melynek címadó, tizenöt perces dalához, a "Gekisei"-hez klip is készült. Az A és B verzión egy-egy feldolgozás található, míg a C a Gekisei-t, illetve az okinavai koncert felvételét tartalmazza DVD-n.
Október 10-én albumként kihozták a "Gendai stoic" újra felvett változatát, novemberben pedig a "Fuyu no Castanet" kislemezt. Az év végén egy karácsonyi, és egy szilveszteri koncertet tartottak ("～MERRY X'mas～" és "Over The Edge'08").
2009 februárjában új albummal, az "Under-World"-del rukkoltak elő, melyhez kapcsolva egy rövidebb turnét tartottak, mialatt megjelent egy videóklip gyűjteményes kiadványuk. A turnét nyáron "folytatták", egy két hónapos koncertsorozattal.
2010-ben kiadót váltottak, átkerültek a Fire Wall Division-höz. Az év során néhány koncert mellett három kislemezt jelentettek meg, továbbá közreműködtek két tribute albumnál. Az első novemberben került eladásra "Pierrot to Suika to Yayauke Rider Subete wa World Peace no Tame ni ～ Saikyo Senshi-tachi ga Koko ni Shuketsu ～" címmel, mely a punk New Rote'ka zenekar énekesének, Inóe Acusi tiszteletére készült. A "Romantist ～ The Stalin, Michiro Endo Tribute Album ～" a The Stalin frontemberének, Endo Micsiro hatvanadik születésnapját ünnepelte, aki a '80-as évek egyik legnagyobb hatású punk együttesének alapítója, utóbbi kapcsán 2011 elején egy koncerten is részt vettek.
2011 januárjában egy másik feldolgozásokat tartalmazó lemez, a "Crush! ～90's V-Rock Best Hit Cover Songs～" került a boltokba, melyen a '90-es évek kiemelkedő számai találhatóak, közülük a Dir en grey-től a "Schwein no Isu"-t játszotta fel a Merry.
Az év folyamán rengeteg rövidebb turnét tartottak, július 27-én pedig megjelentették eddigi utolsó albumukat "Beautiful Freaks" címmel, melyhez kapcsolódva koncerteket adtak, összekötve fennállásuk tizedik évfordulójával.
2012-t koncertezéssel kezdték, a lynch-csel együttműködve tartották meg a "Freaks Addict Tour" nevű turnét. Májusban kihozták a "Gunjou" című kislemezt, augusztusban a tizedik évfordulót ünneplő koncertsorozatot DVD-n két fajta kiadásban, az egyik két lemezes, a másik hat. Szeptemberben megjelentettek egy best of albumot, "MERRY VERY BEST ～Shiroi hitsuji/Kuroi hitsuji～" címmel, mely kapcsán egy rövidebb koncertsorozatot adtak.
2013 februárjában egy újabb kislemezt adtak ki, a "Fukurou"-t, az év közepén pedig két DVD-t. Novemberben ismét a lynch együttesével folytattak le egy turnét, mialatt 6-án a "Zero" maxilemez került a boltokba.

## Diszkográfia

### MD
- 2001. október – Címtelen

### Kislemez
- 2002. február 23. – Haikarasan ga tooru (arany/ezüst/bronz változat)
- 2002. május 23. – Haikarasan ga tooru. 2nd press ni ano meikyoku tsuika
- 2002. július 31. – Arry/Aikoku koushinkyoku
- 2002. szeptember 5. – Koseiha blend ~Tasogare-hen~
- 2002. november 17. – Koseiha blend ~Junjou jounetsu-hen~
- 2003. augusztus 6. – Haikarasan ga toorisugita ato...
- 2003. december 1. – Japanese modernist/R-246 (koncerten árusított, limitált változat)
- 2004. január 9. – Tamerai shuffle/T.O.P (koncerten árusított, limitált változat)
- 2004. február 11. – Tamerai shuffle/T.O.P
- 2004. február 11. – Japanese modernist / R-246
- 2004. július 13. – New standard Renaissance (turné alatt vásárolható)
- 2005. március 16. – Sakashima end roll ~phantom of the gallery~ (DualDisc)
- 2006. május 24. – Sayonara ame
- 2006. június 21. – Ringo to uso
- 2006. december 6. – Calling
- 2007. április 18. – Blind Romance/Saihate no Parade
- 2007. augusztus 7. – Komorebi ga boku wo sagashiteru...
- 2008. április 16. – Tozasareta rakuen
- 2008. augusztus 27. – Gekisei
- 2008. november 26. – Fuyu no Castanet
- 2010. augusztus 4. – The Cry Against... / Monochrome
- 2010. október 6. – Crisis Moment
- 2010. december 1. – Yakou
- 2011. június 4. – Hameln
- 2012. május 2. – Gunjou
- 2013. február 6. – Fukurou
- 2013. november 6. – Zero

### Album
- 2003. április 13. – Gendai stoic
- 2004. június 30. – Modern garde
- 2005. június 25. – Koseiha blend classic ~Oldies Tracks~
- 2005. szeptember 7. – nu chemical rhetoric
- 2006. július 19. – Peep Show
- 2007. november 7. – M. E. R. R. Y.
- 2008. október 10. – Gendai stoic (újra felvett változat)
- 2009. február 25. – Under-World
- 2009. november 7. – Identity
- 2011. július 27. – Beautiful Freaks

### DVD
- 2003. augusztus 29. – Violet harenchi ~030829 Limited Edition~ (videóklip)
- 2005. március 16. – Sakashima end roll ~phantom of the gallery~ (DualDisc) (koncert, videóklip és dokumentumfilm)
- 2005. szeptember 7. – nu chemical rhetoric first press (videóklip és hogyan készült)
- 2005. december 21. – Sci-Fi nu chemical rhetoric ~first cut~ (koncert)
- 2006. február 1. – Last Indies Tour ～Shambara to the core～ ACT.1
- 2006. március 31. – Last Indies Tour ～Shambara to the core～ ACT.2
- 2006. július 19. – Peep Show első kiadás (videóklipek és hogyan készült)
- 2006. december 20. – Many Merry Days No. 1 – Peep Show (koncert és dokumentumfilm)
- 2007. november 7. – M.E.R.R.Y. első kiadás (videóklip és koncert)
- 2007. december 25. – Many Merry Days 5th Anniversary Special 2night – Shiroi hitsuji / Kuroi hitsuji (koncert)
- 2008. július 23. – Many Merry Days FINAL Yokohama Bunka Taiikukan
- 2009. február 25. – Under-World DVD (limitált kiadás)
- 2009. április 22. – VIC -VIDEO ID COLLECTION-
- 2009. augusztus 26. – TOUR09 under-world [GI・GO] (bolti/limitált kiadás)
- 2012. augusztus 8. – MERRY 10th Anniversary NEW LEGEND OF HIGH COLOR「6DAYS」
- 2013. július. 31. – MERRY VERY BEST 20121130 Akasaka BLITZ ～Special 2nightShiroi hitsuji, Kuroi hitsuji～ (limitált kiadás)
- 2013. július. 31. – MERRY VERY BEST 20121130 Akasaka BLITZ ～Special 2night Kuroi hitsuji～
- 2013. július. 31. – MERRY VERY BEST 20121130 Akasaka BLITZ ～Special 2night Shiroi hitsuji～

### Könyv
- 2005. június – Történeti kötet, 1. rész: Haikara kaitai shinsho ~joukan~ (CD-vel)
- 2005. október – Történeti kötet, 2. rész: Haikara kaitai shinsho ~gekan~ (DVD-vel)

### Válogatáslemez
- 2011. január 26. – Crush! -90's V-Rock Best Hit Cover Songs-

Dir en grey: Schwein no Isu feldolgozása
- 2010. december 1. – Romantist – The Stalin, Michiro Endo Tribute Album -

Endo Micsiro: Odyssey・1985・Sex feldolgozása
- 2010. november 10. – Pierrot to Suika to Yayauke Rider Subete wa World Peace no Tame ni – Saikyo Senshi-tachi ga Koko ni Shuketsu -
- 2010. február 24. – The Blue Hearts "25th Anniversary" Tribute

Minagoroshi no Melody feldolgozása
- 2007. december 19. – Luna Sea Memorial Cover Album -Re:birth-

Precious feldolgozása
- 2002. május 29. – Yougenkyou II

Rojiura Melancholy Remix
- 2002. december 11. – Stand Proud! III

Pantera: Strength Beyond Strength feldolgozása

## Fordítás
- Ez a szócikk részben vagy egészben a Merry (band) című angol Wikipédia-szócikk ezen változatának fordításán alapul.  Az eredeti cikk szerkesztőit annak laptörténete sorolja fel. Ez a jelzés csupán a megfogalmazás eredetét és a szerzői jogokat jelzi, nem szolgál a cikkben szereplő információk forrásmegjelöléseként.
- Ez a szócikk részben vagy egészben a MERRY című japán Wikipédia-szócikk ezen változatának fordításán alapul.  Az eredeti cikk szerkesztőit annak laptörténete sorolja fel. Ez a jelzés csupán a megfogalmazás eredetét és a szerzői jogokat jelzi, nem szolgál a cikkben szereplő információk forrásmegjelöléseként.